# Luis María Uribe
Luis María de Uribe Echevarría (Urdúliz, Vizcaya, 17 de octubre de 1906 - 18 de noviembre de 1994), conocido como Volea, fue un jugador de fútbol que destacó como delantero en el Real Madrid y el Athletic Club. 
Es padre del exfutbolista del Athletic Club Ignacio Uribe.

## Biografía
Luis se inició como futbolista en Madrid, ciudad en la que inició sus estudios de Medicina con 18 años. Allí jugó en las filas del Gimnástica de Madrid y del Real Madrid. Con el equipo blanco debutó en Primera División, el 16 de junio de 1929, en un triunfo por 2 a 0 ante el Arenas Club.
Una vez finalizados sus estudios, en 1929, regresó al País Vasco para jugar en el Athletic Club de Fred Pentland. En su primer año sólo disputó dos partidos del Campeonato Regional, sin llegar a participar en los campeonatos de Liga y Copa. El 14 de diciembre de 1930 debutó en Primera División con el equipo bilbaíno logrando un doblete, en el derbi vasco, ante la Real Sociedad (6-1). Con el equipo rojiblanco logró dos títulos de Liga y tres de Copa. En total, marcó 26 goles en apenas 43 partidos incluyendo un hat-trick en su último partido de Liga, el 12 de noviembre de 1933, ante el Real Betis. En su periodo como futbolista del Athletic Club, coincidió con la primera delantera histórica formada por Lafuente, Iraragorri, Bata, Chirri II y Gorostiza lo que le impidió disputar un mayor número de encuentros.

## Clubes
| Club                 | País   | Año       |
| -------------------- | ------ | --------- |
| Gimnástica de Madrid | España | 1924-1926 |
| Real Madrid          | España | 1926-1929 |
| Athletic Club        | España | 1929-1934 |

## Palmarés

### Campeonatos regionales
| Título                     | Club          | País   | Año  |
| -------------------------- | ------------- | ------ | ---- |
| Campeonato Regional Centro | Real Madrid   | España | 1927 |
| Campeonato Regional Centro | Real Madrid   | España | 1929 |
| Campeonato del Norte       | Athletic Club | España | 1931 |
| Campeonato del Norte       | Athletic Club | España | 1932 |
| Campeonato del Norte       | Athletic Club | España | 1933 |
| Campeonato del Norte       | Athletic Club | España | 1934 |

### Campeonatos nacionales
| Título                              | Club          | País   | Año  |
| ----------------------------------- | ------------- | ------ | ---- |
| Liga Española                       | Athletic Club | España | 1931 |
| Copa del Presidente de la República | Athletic Club | España | 1931 |
| Copa del Presidente de la República | Athletic Club | España | 1932 |
| Copa del Presidente de la República | Athletic Club | España | 1933 |
| Liga Española                       | Athletic Club | España | 1934 |